# Benno Wiss
Benno Wiss (n. 13 iulie 1962, Dietwil⁠(d), cantonul Aargau, Elveția) este un ciclist elvețian, medaliat olimpic. A participat la o ediție a Jocurilor Olimpice (1984) în care a câștigat o medalie de argint.

## Participări
Lista de mai jos prezintă principalele competiții la care a participat Benno Wiss de-a lungul carierei.
- cycling at the 1984 Summer Olympics – men's team time trial[*]